# Père Noël

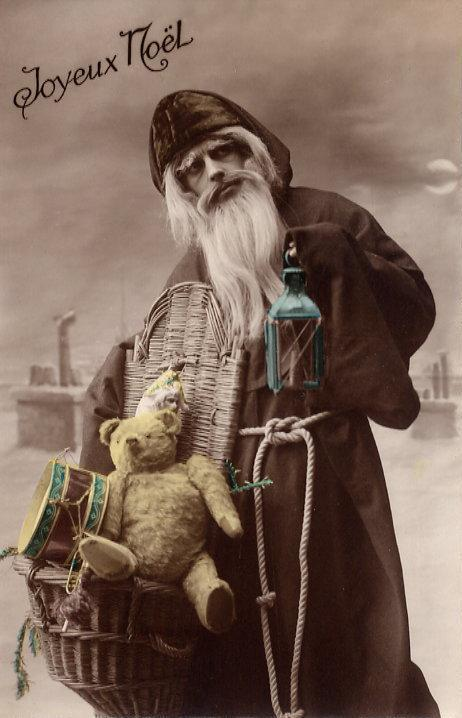
Père Noël

Père Noël (franskt uttal: [pɛʁ nɔ.ɛl], "Fader jul" eller "Gamle jul"), ibland kallad Papa Noël ("Pappa jul"), är i Frankrike och fransktalande områden en fiktiv figur, som sägs vara den som delar ut julklapparna, som en slags motsvarighet till Jultomten. Ursprungligen var figurerna ganska olika, men numera är de ganska lika (röda kläder, verkstad i Arktis, renar).
Enligt traditionen skall barnen lämna sina skor med morötter till Père Noël innan de går och lägger sig i sina sängar på julafton. Om barnen varit snälla tar Père Noël emot morötterna, och ger barnen presenter. Traditionsmässigt har de varit små nog att få plats i en sko; som godis, pengar eller mindre leksaker.
Père Noël förväxlas ibland med en annan figur. I östra Frankrike (Alsace och Lorraine regions), Belgien, Schweiz och Östeuropa, finns en parallell tradition, där Sankt Nikolaus firas den 6 december. Hans följeslagare är Le Père Fouettard, som också förekommer i delar av Tyskland (Knecht Ruprecht eller Belsnickel), Österrike (Krampus), Nederländerna och Belgien (Zwarte Piet (Nederländerna)-Le Père Fouettard (Frankrike)). Le Père Fouettard följer med, och straffar barn som varit stygga.
I Brasilien, som under 1800-talet upplevde en våg av fransk kulturinfluens, antogs namnet Papai Noel, medan Portugal har Pai Natal.

### Fotnoter
- Wikimedia Commons har media som rör Père Noël.

1. ↑  Christmas in France: Le Père Noël - Santa Claus, France Diplomatie website Arkiverad 26 april 2012 hämtat från the Wayback Machine.